# Dimorphandra
Dimorphandra é um género botânico pertencente à família Fabaceae, subfamília Caesalpinoideae, .

## Espécies
Algumas das espécies do gênero:
- Dimorphandra caudata Ducke 1925
- Dimorphandra conjugata (Splitg.) Sandwith 1932
- Dimorphandra macrostachya Benth.
- Dimorphandra mollis Benth.
- Dimorphandra mora Benth. & Hook.f.
- Dimorphandra paraensis Ducke
- Dimorphandra parviflora Benth.
- Dimorphandra vernicosa Benth.
- Dimorphandra wilsonii Rizzini 1969